# SummerSlam 1998
SummerSlam (1998) was een professioneel worstel-pay-per-view (PPV) evenement dat georganiseerd werd door de World Wrestling Federation (WWF, nu WWE). Het was de 11e editie van SummerSlam en vond plaats op 30 augustus 1998 in Madison Square Garden (MSG) in New York.

## Matches
| Nr. | Match | Winnaar(s)                  | Opmerkingen                                                                        | Bron  |
| --- | --- | --------------------------- | ---------------------------------------------------------------------------------- | ----- |
| 1H  | Too Much (Brian Christopher & Scott Taylor) vs. LOD 2000 (Animal & Hawk) (met Droz)                                                                                              | Too Much                    | Tag Team match. Vooraf opgenomen op Heat.                                          | [ 2 ] |
| 2H  | Gangrel vs. Dustin Runnels | Gangrel                     | Eén-op-één match. Vooraf opgenomen op Heat.                                        | [ 2 ] |
| 3H  | The Disciples of Apocalypse (8-Ball & Skull) (met Paul Ellering) vs. Bradshaw & Vader                                                                                            | The Disciples of Apocalypse | Tag Team match Vooraf opgenomen op Heat.                                           | [ 2 ] |
| 4   | D'Lo Brown (c) vs. Val Venis | D'Lo Brown                  | Eén-op-één match voor het WWF European Championship. Brown won door diswalificatie | [ 3 ] |
| 5   | The Oddities (Giant Silva, Golga & Kurrgan) (met Luna Vachon, Shaggy 2 Dope en Violent J) vs. Kaientai (Dick Togo, Men's Teioh, Sho Funaki & Taka Michinoku) (met Yamaguchi-san) | The Oddities                | Handicap match.                                                                    | [ 3 ] |
| 6   | X-Pac (met Howard Finkel) vs. Jeff Jarrett (met Dennis Knight en Mark Canterbury)                                                                                                | X-Pac                       | Hair vs. Hair match.                                                               | [ 3 ] |
| 7   | Edge & Sable vs. Jacqueline & Marc Mero | Edge & Sable                | Mixed Tag Team match.                                                              | [ 3 ] |
| 8   | Ken Shamrock vs. Owen Hart (met Dan Severn) | Ken Shamrock                | Lion's Den match. Shamrock won door submission.                                    | [ 3 ] |
| 9   | The New Age Outlaws (Billy Gunn & Road Dogg) vs. Mankind (c) | The New Age Outlaws (nc)    | Falls Count Anywhere match voor het WWF Tag Team Championship.                     | [ 3 ] |
| 10  | Triple H (met Chyna) vs. The Rock (c) (met Mark Henry) | Triple H (nc)               | Ladder match voor het WWF Intercontinental Championship.                           | [ 3 ] |
| 11  | Stone Cold Steve Austin (c) vs. The Undertaker | Stone Cold Steve Austin     | Eén-op-één match voor het WWF Championship.                                        | [ 3 ] |